# Gordian Knot (banda)
Gordian Knot fue un proyecto solista de rock y metal progresivo instrumental comandado por el bajista Sean Malone. Grabó dos discos (Gordian Knot y Emergent) con distintas alineaciones en cada uno. En total, han colaborado con él los músicos Steve Hackett (Genesis), Bill Bruford (King Crimson y Yes), Ron Jarzombek (Watchtower y Spastic Ink), Jim Matheos (Fates Warning) y John Myung (Dream Theater), así como varios miembros de Cynic, antigua banda de Malone.
El estilo de Gordian Knot es una mezcla de rock y metal progresivo y jazz fusión, con notables influencias de la música clásica, además supone un prefacio del sonido que Cynic a partir del 2008.

## Miembros
- Sean Malone - bajo, guitarra, teclados, Ebow, loops, Echoplex, voces ocasionales y chapman stick.

### Colaboradores
- Paul Masvidal - guitarra
- Jason Gobel - guitarra
- Bill Bruford - batería
- Sean Reinert - batería
- Jim Matheos - guitarra, voz
- Ron Jarzombek - guitarra
- John Myung - Chapman Stick
- Trey Gunn - warr guitar
- Steve Hackett - guitarra
- Sonia Lynn - voz
- Glenn Snelwar - guitarra

## Discografía
- Gordian Knot (1999)

- Emergent (2003)